# István Simicskó

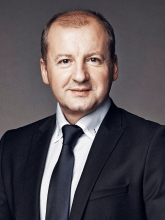
István Simicskó

István Simicskó (* 29. November 1961 in Tiszalök) ist ein ungarischer Politiker der Fidesz – Ungarischer Bürgerbund.

## Leben
Von 1991 bis 1996 war er Mitglied der Partei Christlich-Demokratische Volkspartei; danach wechselte er zur Partei Fidesz – Ungarischer Bürgerbund. Seit Juni 1998 ist  Simicskó Abgeordneter im Ungarischen Parlament. Im Kabinett Orbán III war Simicskó in der Zeit von September 2015 bis Mai 2018 als Nachfolger von Csaba Hende Verteidigungsminister.